# Катанчич, Матия Петр
Матия Петр Катанчич (хорв. Matija Petar Katančić, венг. Katancsich Mátyás Péter; 12 августа 1750 — 24 мая 1825) — австро-венгерский археолог и историк хорватского происхождения.
Монах-францисканец. Был профессор в Осиеке, Загребе, Пеште. Основные сочинения Катанчича написана на латинском языке — в том числе первый научный труд по археологии Хорватии, «Dissertatio de columna milliaria»; многие из них рассматривают вопросы, касающиеся славянства. Катанчич был первым переводчиком Библии на хорватский язык (опубл. 1831).